# 坊城俊清
坊城俊清（ぼうじょう としきよ、寛文7年（1667年）1月3日 - 寛保3年（1743年）6月29日）は、江戸時代前期の公卿。初名は坊城俊安。

## 官歴
- 元禄2年（1689年）：従五位上、蔵人
- 元禄3年（1690年）：正五位上、左衛門権佐
- 元禄4年（1691年）：左少弁
- 元禄5年（1692年）：右中弁
- 元禄7年（1694年）：左中弁、蔵人頭、従四位下
- 元禄8年（1695年）：正四位上
- 元禄10年（1697年）：右大弁
- 元禄11年（1698年）：参議
- 元禄12年（1699年）：従三位
- 元禄13年（1700年）：踏歌節会外弁
- 元禄14年（1701年）：左大弁
- 宝永元年（1704年）：正三位、権中納言
- 宝永2年（1705年）：賀茂伝奏
- 宝永4年（1707年）：従二位
- 正徳元年（1711年）：権大納言、賀茂社奉幣使、権大納言
- 享保元年（1716年）：正二位
- 享保3年（1718年）：按察使
- 元文元年（1736年）：従一位

## 系譜
- 父：坊城俊広
- 兄：坊城俊方
- 子：坊城俊将
- 子：葉室頼要
- 子：堤代長